# Ludwig Thiesen

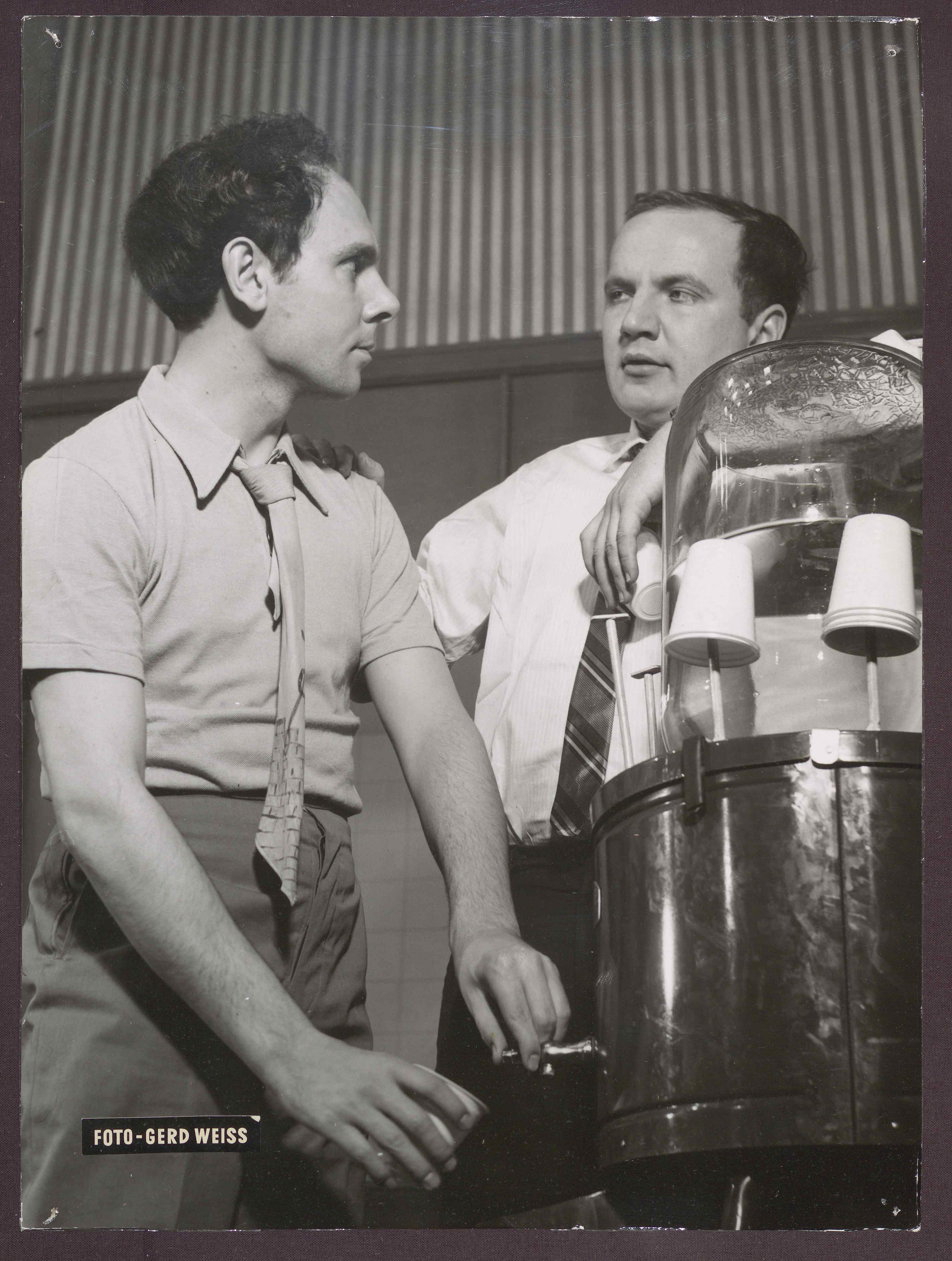

Ludwig Thiesen (* 10. Dezember 1928 in Köln; † 14. Juli 2009 in Baden-Baden) war ein deutscher Schauspieler.

## Leben
Nach seinem Abitur 1947 begann er in Köln ein Schauspielstudium. Es folgten erste kleine Rollen an den Bühnen der Stadt Köln. Nach der Abschlussprüfung bei Gustaf Gründgens in Düsseldorf begann seine Theaterlaufbahn im Jahr 1951.
Engagements führten ihn an das Zimmertheater in Aachen, das Theater am Niederrhein in Kleve, die Kammerspiele in Düsseldorf, das Contra-Kreis-Theater in Bonn und das Badische Staatstheater Karlsruhe.
Thiesen übernahm mehrere Rollen bei Fernsehproduktionen. Seit 1959 gehörte er zum künstlerischen Ensemble des Südwestfunks in Baden-Baden. Er arbeitete umfangreich beim Hörfunk und in der Synchronisation.
Zu seinen frühen Auftritten beim Hörfunk gehörten 1951 die Rolle des Michael Baxter in dem Paul-Temple-Hörspiel Paul Temple und der Fall Curzon und 1953 des Bert Walters in Paul Temple und der Fall Vandyke (Regie: Eduard Hermann) von Francis Durbridge mit René Deltgen. 1966 sprach er den Lucas in Paul Temple und der Fall Genf (Regie: Otto Düben).

## Privates
Thiesen war bis zu seinem Tod mit der Schauspielerin Anneliese Benz verheiratet. Beide haben einen gemeinsamen Sohn.

## Filmografie
| - 1960: Terror in der Waage - 1961: Das Wunder des Malachias - 1961: Ein Mond für die Beladenen - 1961: Zwischen den Zügen - 1961: Biographie eines Schokoladentages - 1961: Der kleine Napoleon - 1962: Picknick im Felde - 1963: Schwäbische Geschichten (Serie) - 1964: Schneider Wibbel - 1965: Tag für Tag - 1965: Zeitsperre - 1967: Die Ungeduldigen - 1967: Die Frau des Fotografen oder Die große Liebe | - 1971: Operation Walküre - 1974: Autoverleih Pistulla Folge: Hering und Lavendel - 1975: Ein Fall für Männdli Folge: Hallo, Herr Doktor - 1976: Tatort – Kassensturz - 1977: Der Tod des Camilo Torres, oder: Die Wirklichkeit hält viel aus - 1980: Der Aufstieg – Ein Mann geht verloren - 1981: Die Weltmaschine - 1982: Tatort – Blinde Wut - 1983: Der Tunnel - 1984: Geschichten aus der Heimat (Fernsehserie, Episode „Das Sonderangebot“) - 1984: Ein Fall für zwei (Fernsehserie, Episode „Auf eigene Gefahr“) |

## Hörspiele
- 1951: Francis Durbridge: Paul Temple und der Fall Curzon – Regie: Eduard Hermann
- 1953: Francis Durbridge: Paul Temple und der Fall Vandyke – Regie: Eduard Hermann
- 1964: Ernst Hall: Glocken des Todes – Regie: Rolf von Goth
- 1964: Erich Kästner: Das fliegende Klassenzimmer – Regie: Benno Schurr
- 1966: Francis Durbridge: Paul Temple und der Fall Genf – Regie: Otto Düben
- 1971: Ror Wolf: Auf der Suche nach Dr. Q 1: Der Chinese am Fenster – Regie: Raoul Wolfgang Schnell (Hörspiel – WDR/HR)

Ludwig Thiesen wirkte in den 1970er Jahren als Regisseur zahlreicher Kinderhörspiele für den Südwestfunk (SWF). Besonders aktiv war er im Zeitraum zwischen 1973 und 1977. Seine Regiearbeiten zeichnen sich durch die Zusammenarbeit mit namhaften Autoren wie Paul Maar, Willy Purucker oder Matthias Riehl sowie durch musikalische Beiträge von Max Roth aus. Thiesen war in mehreren Produktionen auch selbst als Sprecher beteiligt. Zu seinen wichtigsten Regiearbeiten zählen unter anderem folgende Produktionen:

### Hörspiele unter seiner Regie
- 1973: Eine Woche voller Sams-Tage von Paul Maar (SWF) – Regie: Ludwig Thiesen[1]
- 1973: Halef, der Teppichknüpfer von Anne Faber (SWF) – Regie: Ludwig Thiesen[2]
- 1974: Knasterbax und Siebenschütz von Werner Schrader (SWF) – Regie: Ludwig Thiesen[3]
- 1974: Ein Fall für Axel von Werner Boder (SWF) – Regie: Ludwig Thiesen[4]
- 1975: Pivo hat einen Plan von Helga Wercher (SWF) – Regie: Ludwig Thiesen[5]
- 1976: Tobby Pulver von Willy Purucker (SWF) – Regie: Ludwig Thiesen[6]
- 1977: Das elektrische Pferd von Matthias Riehl (SWF) – Regie: Ludwig Thiesen[7]